# Rape Me
Rape Me – singiel amerykańskiej grupy grunge'owej Nirvana z albumu In Utero. Oprócz tytułowego utworu na singlu znalazł się również „All Apologies”.

## Utwory na singlu
1. A. „All Apologies” (Kurt Cobain) – 3:50
2. A. „Rape Me” (Kurt Cobain) – 2:49
3. B. „Moist Vagina” (Kurt Cobain) – 3:34

## Miejsca na listach przebojów
| Rok  | Single                | Lista przebojów                     | Pozycja |
| ---- | --------------------- | ----------------------------------- | ------- |
| 1993 | Rape Me               | Hawaiian Island Charts              | 3       |
| 1994 | Rape Me               | Latvian Airplay Charts              | 12      |
| 1994 | Rape Me               | Slovakian Airplay Charts            | 16      |
| 1993 | All Apologies/Rape Me | Official French Singles Charts      | 20      |
| 1993 | All Apologies/Rape Me | Official New Zealand Singles Charts | 20      |
| 1993 | All Apologies/Rape Me | Official Irish Singles Chart        | 20      |
| 1993 | All Apologies/Rape Me | Official UK Singles Charts          | 32      |
| 1993 | All Apologies/Rape Me | Official Australian Singles Charts  | 58      |
| 1993 | All Apologies/Rape Me | Brasil Hot 100                      | 94      |